# گراویان سفلی
روستای گراویان سفلی یا خل نجف در مغرب شهرستان گیلانغرب بر جانب جنوبی جاده قصرشیرین قریب دو کیلومتر از شهر فاصله دارد. این روستا نزدیک‌ترین روستا به شهر گیلان غرب است. اهالی روستا به زبان کردی کلهری تکلم دارند و عمده آن از طایفه گیلانی هستند و تعدادی از طایفه علیرضاوندی نیز در این روستا ساکن هستند.

## وجه تسمیه نام روستا و چگونگی پیدایش آن
روستا به دو نام گراویان سفلی و خل نجف در مابین مردم گیلان غرب نام برده می‌شود و قالب اهالی و مردم بومی گیلان غرب از آن بنام خل نجف یاد می‌کنند
نام گراویان هم بعدها بعلت پیدایش این روستا در کنار جویبارهای متعدد به آن اختصاص داده شده‌است. که از دو کلمه  (گر + ئاو)در زبان کُردی پدید آمده است. 